# Назаров Ділшод Чамоліддінович
Ділшод Чамоліддінович Назаров (тадж. Дилшод Назаров, 6 травня 1982) — таджицький легкоатлет, метальник молота, олімпійський чемпіон, призер чемпіонату світу, триразовий чемпіон Азійських ігор.
Особистий рекорд — 80 м 71 см (2013).

## Виступи на Олімпіадах
| Олімпіада   | Дисципліна     | Місце                 |
| ----------- | -------------- | --------------------- |
| Афіни 2004  | метання молота | участь (кваліфікація) |
| Пекін 2008  | метання молота | 11                    |
| Лондон 2012 | метання молота | 10                    |
| Ріо 2016    | метання молота | 1                     |